# Blechdose

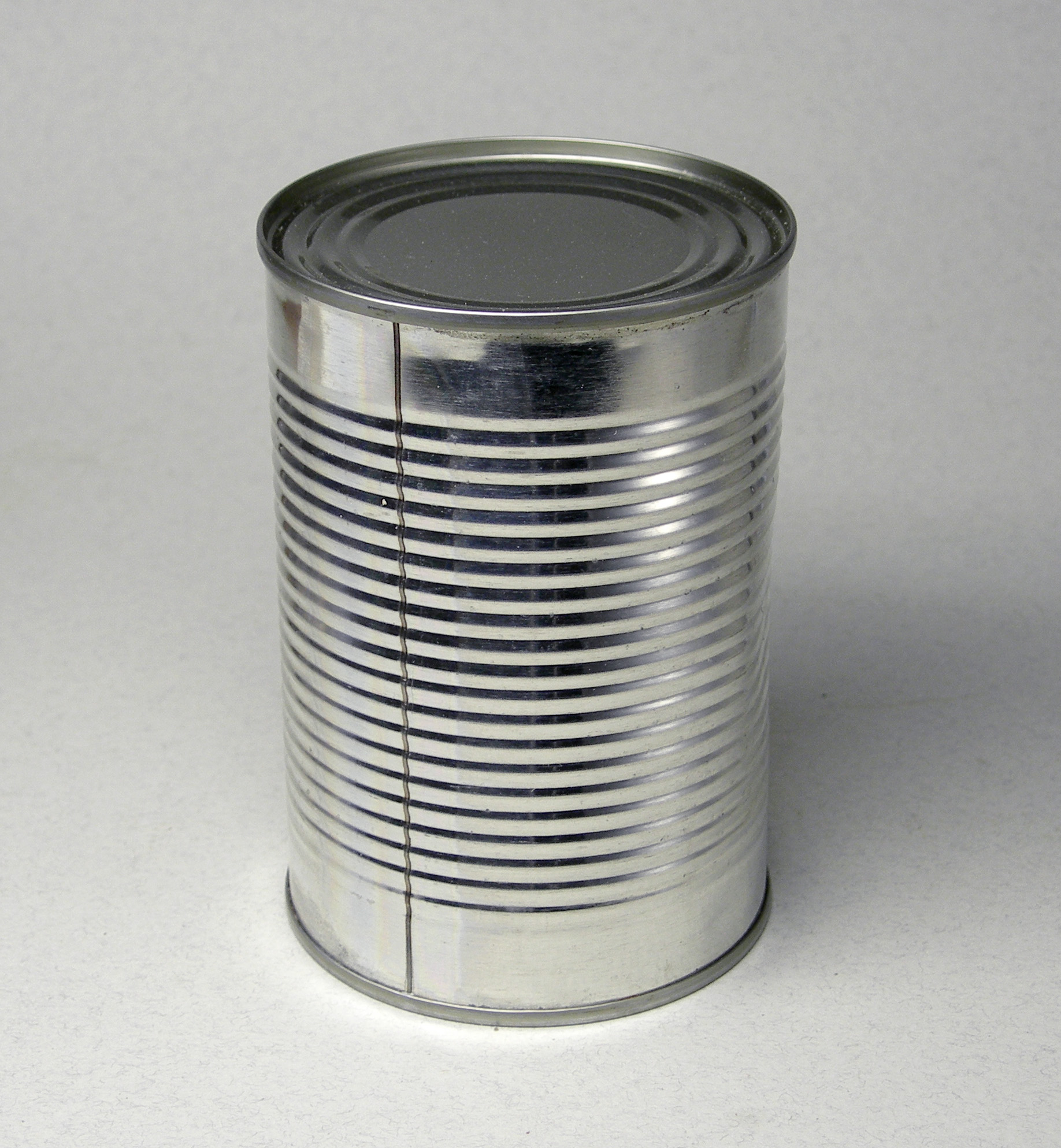
Konservendose mit Schweiß- bzw. Klebenaht und in den Dosenmantel eingewalzten Stabilisierungsrillen

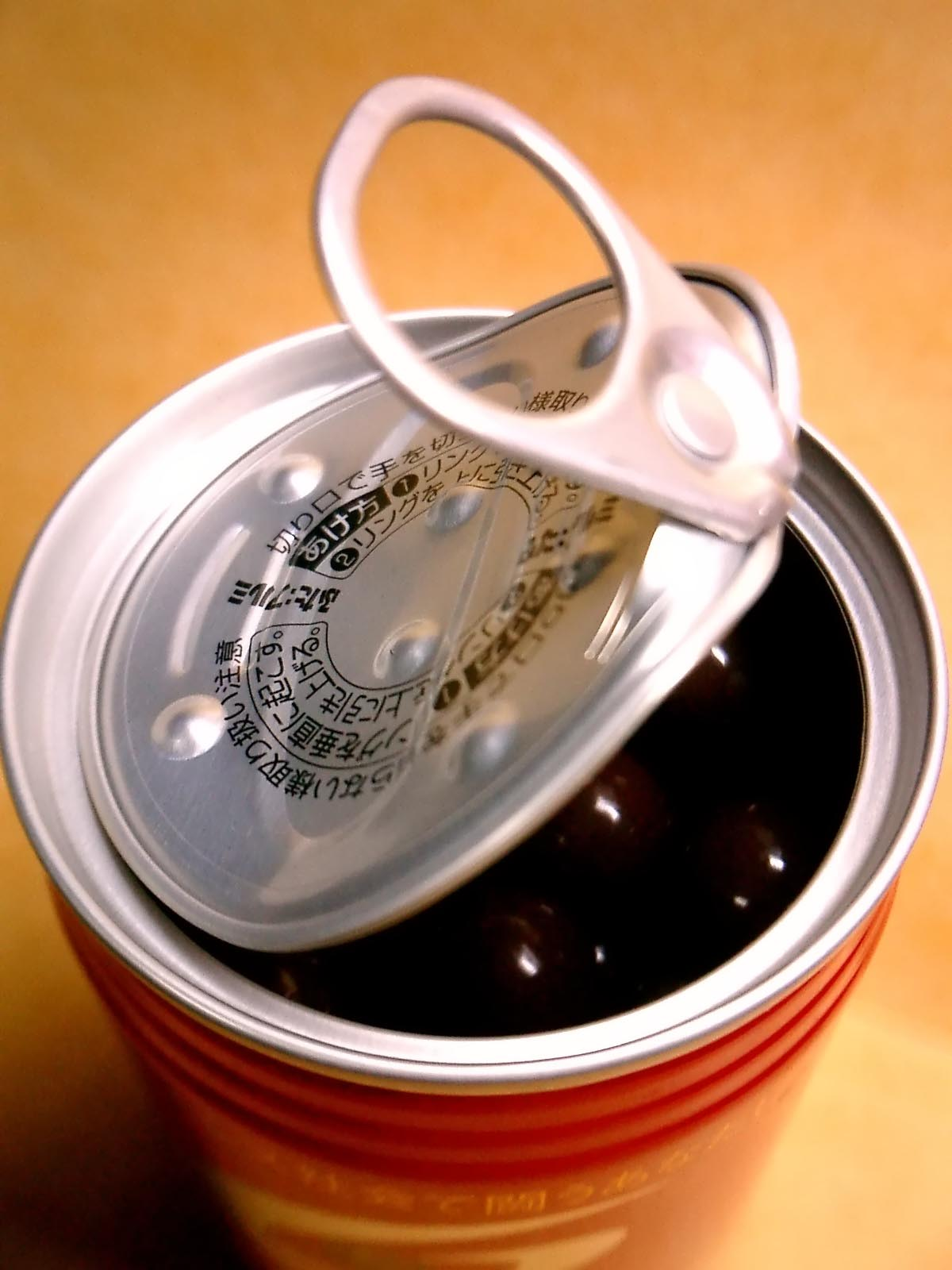
Weißblechdose von oben (hier mit aufgerissenem Deckel)

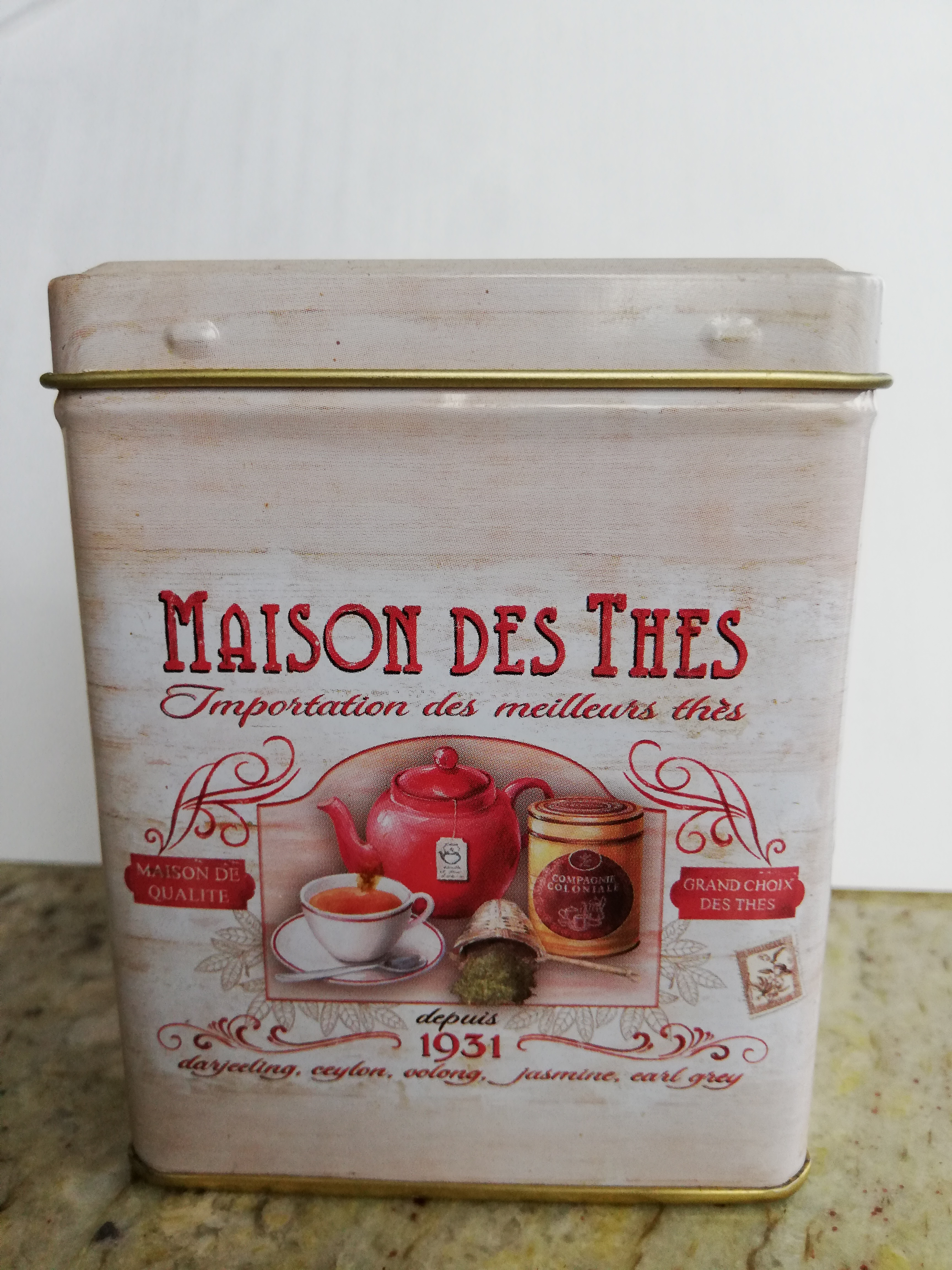
Blechdose für Tee

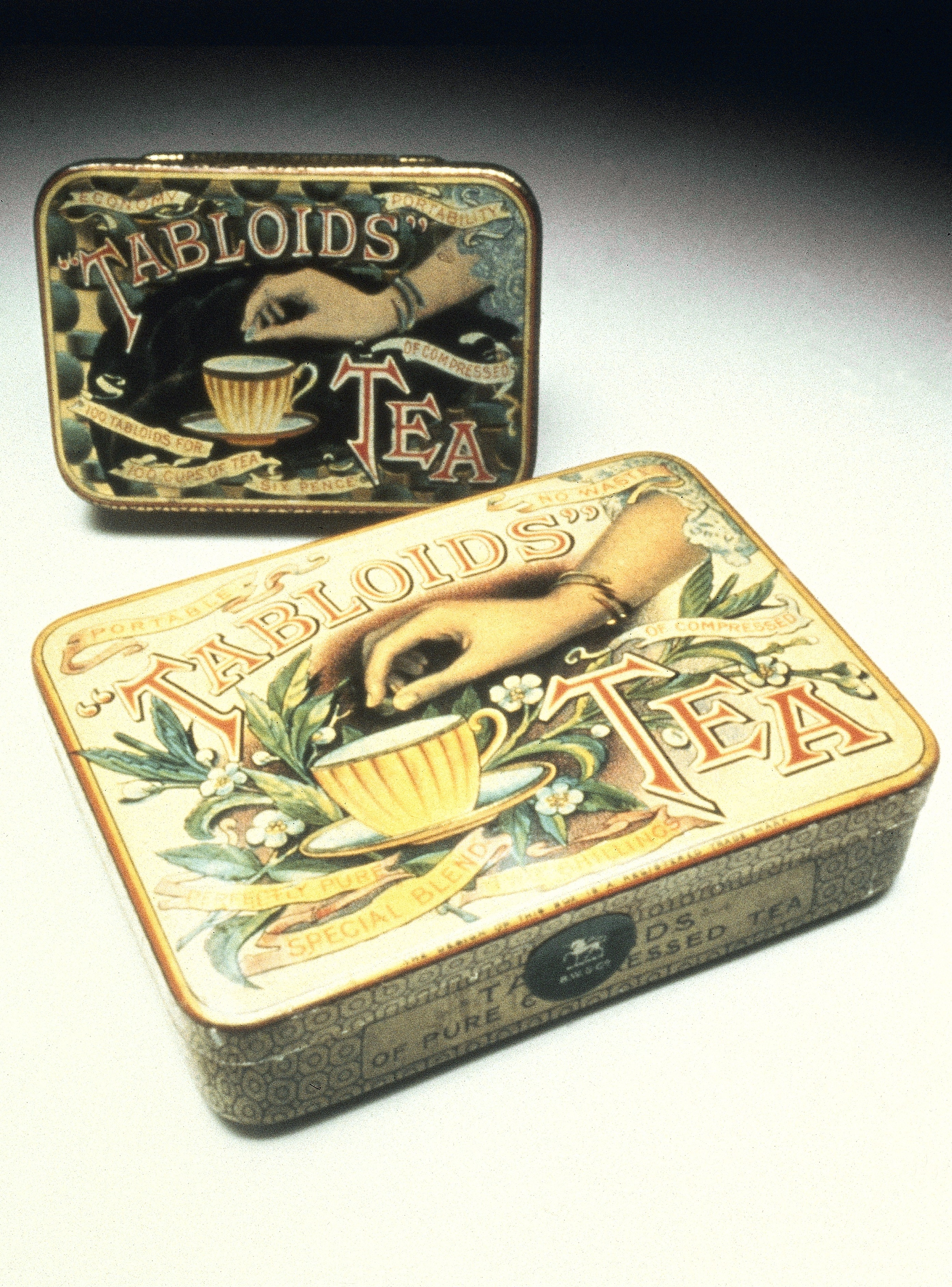
Zwei flache Blechdosen für Tee

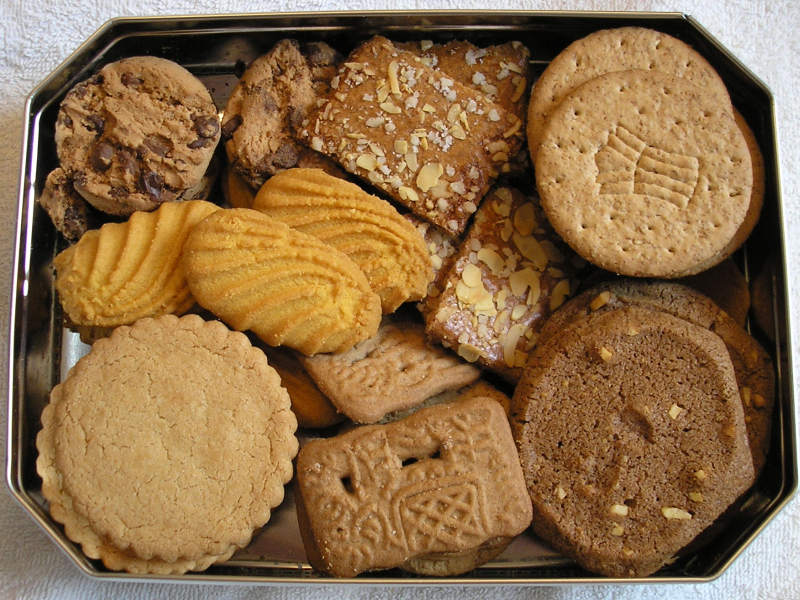
Keksdose

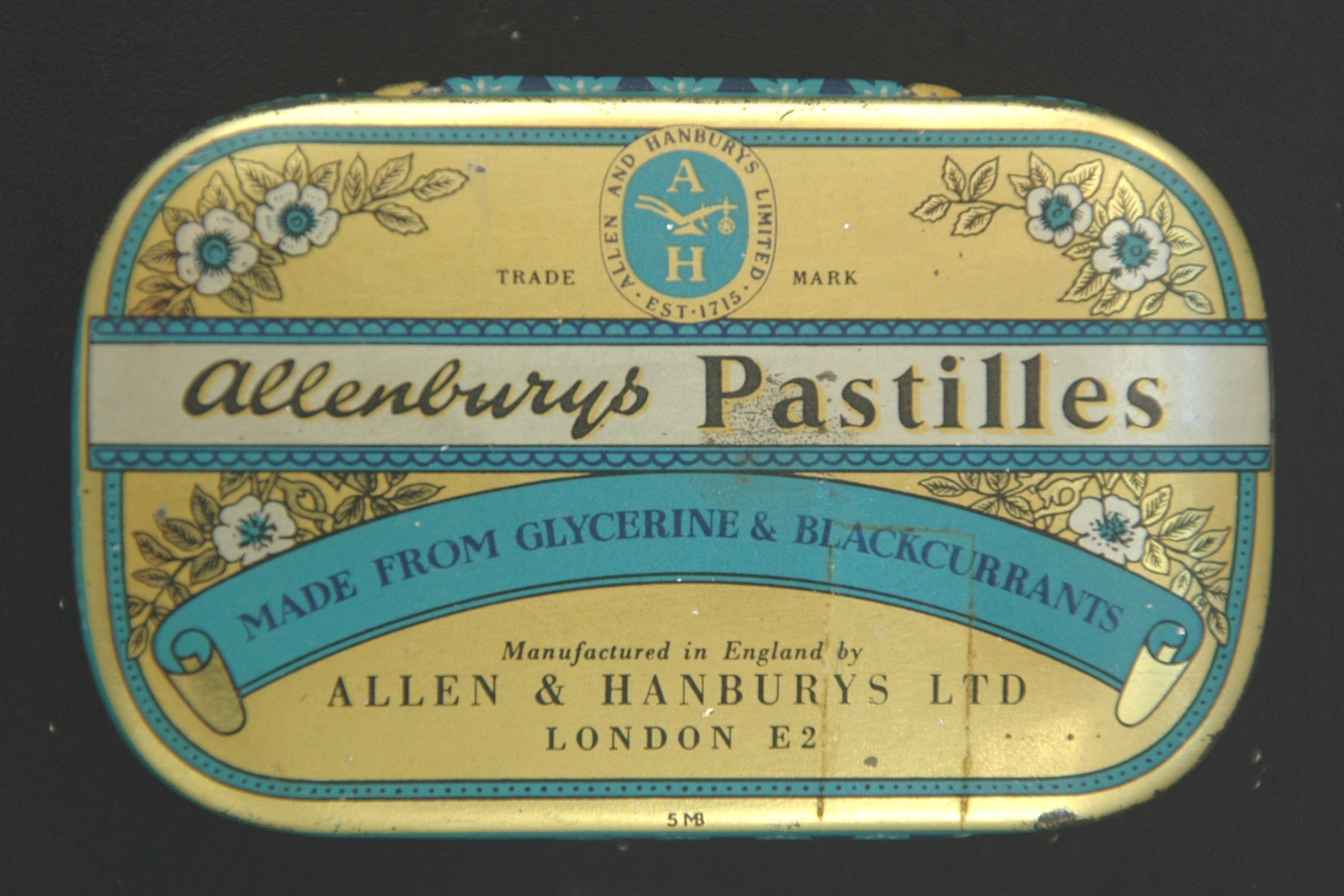
Blechdose für Johanisbeerpastillen

Eine Blechdose (kurz auch: Dose) ist ein dünnwandiges Aufbewahrungsbehältnis aus Metall, teilweise kombiniert mit anderen Materialien. Blechdosen zeichnen sich durch Dichtheit, Lichtschutz, geringe Masse, häufig Stapelbarkeit sowie gewisse Stabilität und Beständigkeit gegen Schlag und Korrosion aus.
Blechdosen sind typisch zylindrisch oder prismatisch geformt und aus 2 bis 4 Blechteilen gefertigt. Boden und Mantel können aus 1 oder 2 Teilen bestehen, die Deckfläche ebenfalls.
Blechdosen können hermetisch, also gasdicht oder auch nur staubdicht verschlossen sein. Nur ein Stülpdeckel kann rein händisch geöffnet werden. Zum Öffnen hermetisch geschlossener Blechdosen braucht es extra schneidendes oder hebelndes Werkzeug oder eine Aufreißvorrichtung an der Dose.
Blechdosen mit rundem, eingepresstem Deckel oder mit Schraubdeckel samt Dichtung können wieder ziemlich hermetisch verschlossen werden. Für zylindrische Dosen werden extra elastische Kunststoffdeckel für ein gewisses Wiederverschließen angeboten.
Blechdosen werden typisch industriell hergestellt. Breite Anwendung finden Blechdosen für flüssige, schüttbare oder halbfeste Lebensmittel als Getränke- oder Konservendose sowie für Farben und Lacke, Lösungsmittel und Öle. Im Lebensmittelvertrieb und im Haushalt werden Blechdosen unter anderem zum Vertrieb und zur Aufbewahrung von Keksen, Tee, Süßigkeiten und anderer haltbarer Lebensmittel verwendet.
Spraydosen, Metallbehälter mit aufgeklebter Abreißfolie können ebenfalls als Blechdosen angesehen werden. Überschreitet das Volumen eines Blechbehälters einen Grenzbereich von 10–50 Liter, wird dieses als Blechtonne oder Blechfass bezeichnet.

## Beschreibung

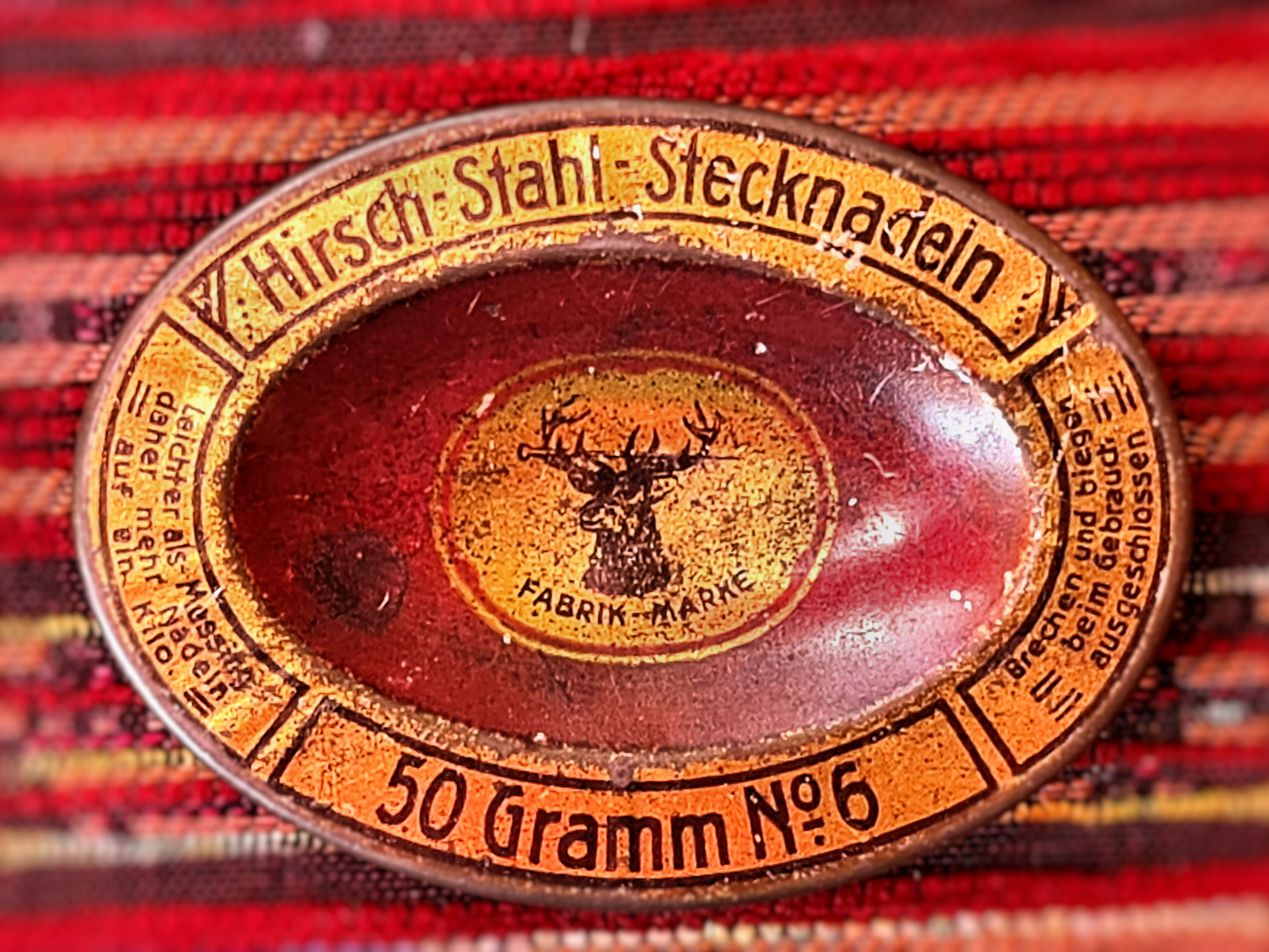
50 Gramm Hirsch-Stahl-Stecknadeln in ovaler Blechbüchse ca. 1880

Bis zur Einführung von Kunststoffverpackungen war Blech in vielerlei Form neben Glas, Papier und Karton bis 1950 eines der grundlegenden Verpackungsmaterialien. Darunter zählen z. B. Dosen für Farben, Lacke, Lösungsmittel und besonders auch Giftstoffe. Als Material kommt hier besonders oft Aluminium zum Einsatz.
Lebensmitteldosen sind weit überwiegend entweder aus Aluminium oder aus Weißblech. Nach ihrem Verwendungszweck unterscheidet man zwischen Getränkedosen und Konservendosen, welche früher verlötet wurden, heute jedoch an den Enden des Dosenzylinders mit Bördelung verschlossen werden. Seitlich sind Dosen geklebt oder geschweißt. Die in den Dosenmantel eingewalzten Rillen (auch Sicken genannt) dienen der Versteifung des Dosenkörpers.
Aufreißdosen sind mit einer halb eingestanzten kreisförmigen Rille in der Deckfläche und einem Fingerring versehen. Dieser Ring wird hebelartig vom Dosendeckel weggezogen, so dass die kürzere Seite des Hebels als Lastarm den Dosendeckel in einer als Sollbruchstelle ausgelegten eingewalzten kreisförmigen Rille in Richtung Dosenboden niederdrückt und vom Dosenkörper löst. Durch weiteres Hochziehen lässt sich der Deckel mit relativ geringem Kraftaufwand von der Dose insgesamt lösen.

## Geschichte
Der Zinnkonservenprozess wurde angeblich von dem Franzosen Philippe de Girard erfunden und die Idee wurde an den britischen Händler Peter Durand weitergegeben, der dafür benutzt wurde, um 1810 Girards Idee patentieren zu lassen. Das Konservenkonzept basierte vor einem Jahr vor dem französischen Erfinder Nicholas Appert noch auf experimentellen Konservierungsarbeiten in Glasbehältern. Durand betrieb keine Lebensmittelkonserven, verkaufte aber 1812 sein Patent an zwei Engländer, Bryan Donkin und John Hall, die den Prozess und das Produkt verfeinerten und die weltweit erste kommerzielle Konservenfabrik an der Southwark Park Road in London gründeten. Um 1813 produzierten sie ihre ersten Dosenkonserven für die Royal Navy. Um 1820 wurden Zinnkanister oder Dosen für Schießpulver, Samen und Terpentin verwendet.
Frühere Blechdosen wurden durch das Löten mit einer Zinn-Blei-Legierung versiegelt, was zu einer Bleivergiftung führen konnte. Tatsächlich litten die Besatzungsmitglieder bei der arktischen Expedition von Sir John Franklin im Jahr 1845 an einer schweren Bleivergiftung, die vermutlich durch den Verzehr von Dosenkonserven verursacht wurde. Neuere Forschungsergebnisse deuten darauf hin, dass die Bleivergiftung eher durch das Wasserleitungssystem auf den beiden Schiffen verursacht wurde.
Im Jahr 1901 wurde in den Vereinigten Staaten die American Can Company gegründet, die zu dieser Zeit 90 % der amerikanischen Blechdosen herstellte.

## Materialien
Keine derzeit gebräuchlichen Dosen bestehen hauptsächlich oder vollständig aus Zinn; Dieser Begriff spiegelt eher die fast ausschließliche Verwendung von Weißblechstahl, welches die physische Stärke und den relativ niedrigen Preis von Stahl mit der Korrosionsbeständigkeit von Zinn kombinierte, in Dosen wider, das bis in die zweite Hälfte des 20. Jahrhunderts benutzt wurde. Abhängig vom Inhalt und den verfügbaren Beschichtungen verwenden einige Konserven immer noch unverzinnten Stahl.
In einigen lokalen Dialekten kann jedes Metall, sogar Aluminium, als „Blechdose“ bezeichnet werden. Die Verwendung von Aluminium in Dosen begann 1957. Aluminium ist günstiger als verzinnter Stahl, bietet aber neben einer größeren Formbarkeit auch die gleiche Korrosionsbeständigkeit, was zu einer einfachen Herstellung führt; dies führte zur zweiteiligen Dose, bei der Mantel und Boden aus einem einzigen Stück Alublech gestanzt und tiefgezogen wird.
Eine Dose weist traditionell ein bedrucktes Papier- oder Kunststoffetikett zur Bezeichnung und Abbildung des Inhalts auf. Häufig findet sich die Form einer zwischen den Falzen rund um den Dosenmantel laufenden Banderole, die nur an einem Randstreifen an- und zusammengeklebt ist. Banderolen sind daher zum Zweck genauer Mülltrennung mit dem Fingernagel leicht abreißbar; haben sie sogar einen lose vorstehenden Abreißrand, können sie dort beginnend bequem abgerissen werden, um etwaige Information auf der Rückseite des Etiketts, z. B. ein Rezept, freizulegen. In letzter Zeit werden Etiketten häufiger direkt auf das Metall gedruckt, bevor oder nachdem das Metallblech zu den einzelnen Dosen geformt wird. Dosen können im Zuge der Fertigung mit hinein- oder herausgeprägten Schriften und Grafiken markiert werden. Bestempeln, Bedrucken mit Tintenstrahl und Lasergravur sind Verfahren auch für die geschlossene Dose.
In der heutigen Zeit wurde die Mehrzahl der Konservendosen in Großbritannien mit einer Bisphenol A (BPA) enthaltenden Kunststoffbeschichtung ausgekleidet. Die Beschichtung verhindert, dass Säuren und andere Substanzen das Zinn oder Aluminium der Dose korrodieren, aber die Auslaugung von BPA in den Inhalt der Dose wird derzeit (ab 2013) als potentielle Gefahr für die Gesundheit untersucht.